# Cabane du Mountet
Die Cabane du Mountet ist ein alpines Schutzhaus in den Walliser Alpen. Sie liegt in einer Höhe von 2886 m ü. M. oberhalb der östlichen Seitenmoräne des Zinalgletschers im Val d’Anniviers. Besitzer der Hütte ist die in Lausanne ansässige Sektion Diablerets des Schweizer Alpen-Clubs (SAC). Die Hütte wird zur Unterscheidung von auf der anderen Seite des Zinalgletschers gelegenen Cabane du Petit Mountet oft auch als Cabane du Grand Mountet bezeichnet.

## Geschichte
Die Hütte wurde 1887 erbaut. 1919 wurde sie auf 40 Plätze erweitert. Erweiterungen erfolgten auch in den Jahren 1943 und 1996.

Cabane du Mountet, ca. 1905

## Aufstieg
Der kürzeste Aufstieg zur Hütte beginnt in Zinal im hinteren Val d’Anniviers und dauert etwa 4½ Stunden. Der Weg verläuft im oberen Bereich ab der Querung der Navisence in circa 1900 m seit 1986 komplett auf der rechten, d. h. östlichen Seite des  Gletschers. Eine kritische Passage an der Rinne Tzina de Vio wird seit 2017 mittels einer im Vorjahr errichteten Hängebrücke überwunden.
Nicht mehr markiert ist der Weg von der Cabane Petit Mountet (mit Traversierung des Zinalgletschers).

## Gipfelbesteigungen
Die Cabane du Mountet ist Ausgangspunkt für eine Besteigung von Besso (3668 m), Zinalrothorn (4221 m), Dent Blanche (4357 m) und Ober Gabelhorn (4063 m).

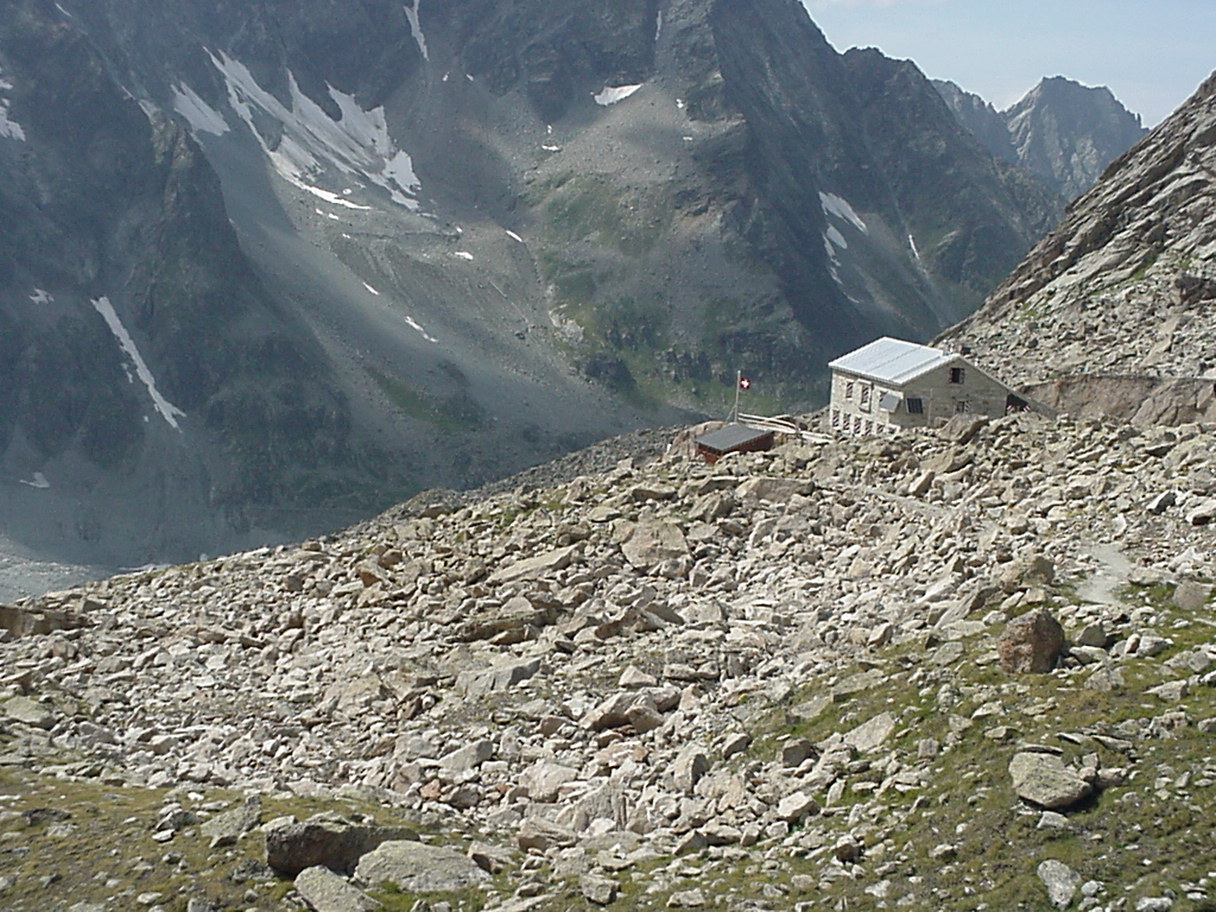
Cabane du Mountet
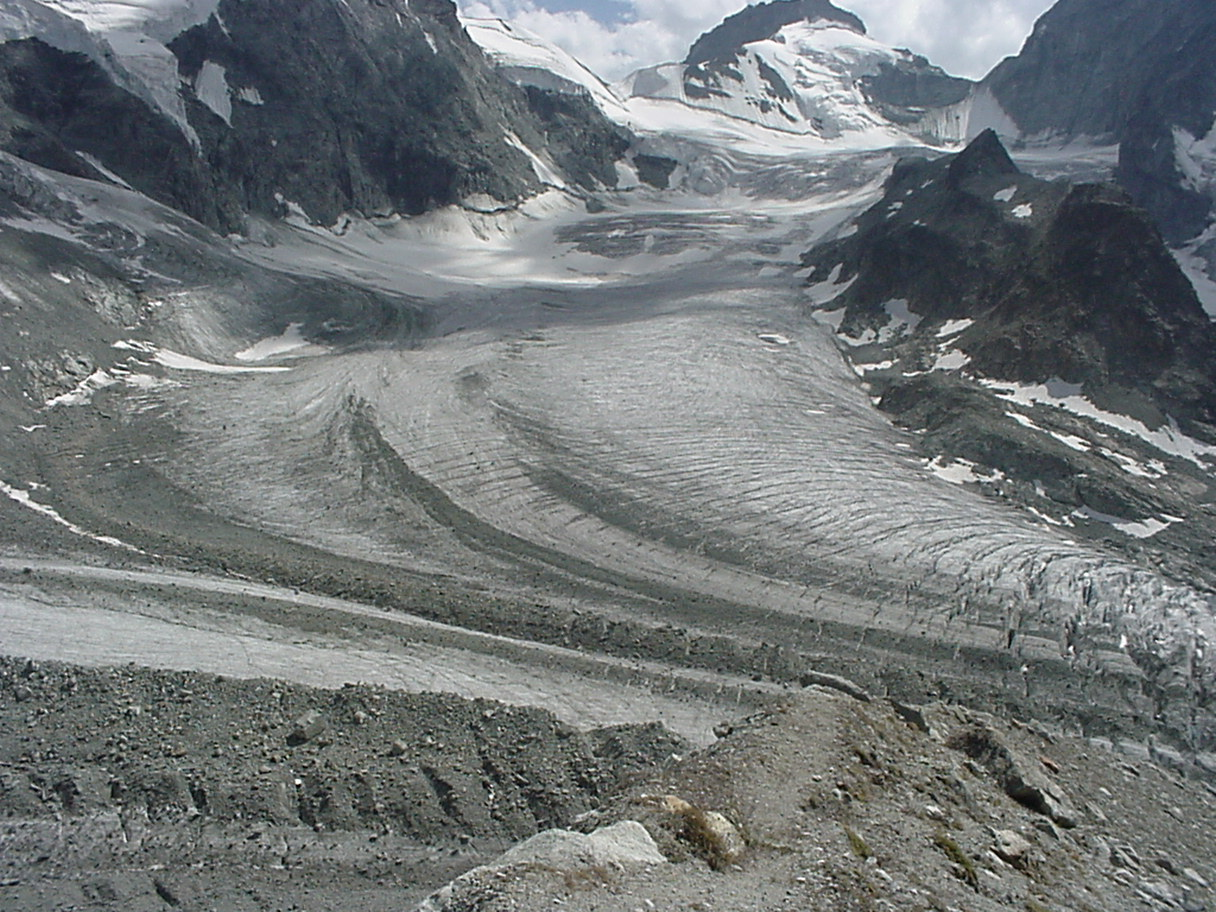
Zinalgletscher von der Hütte
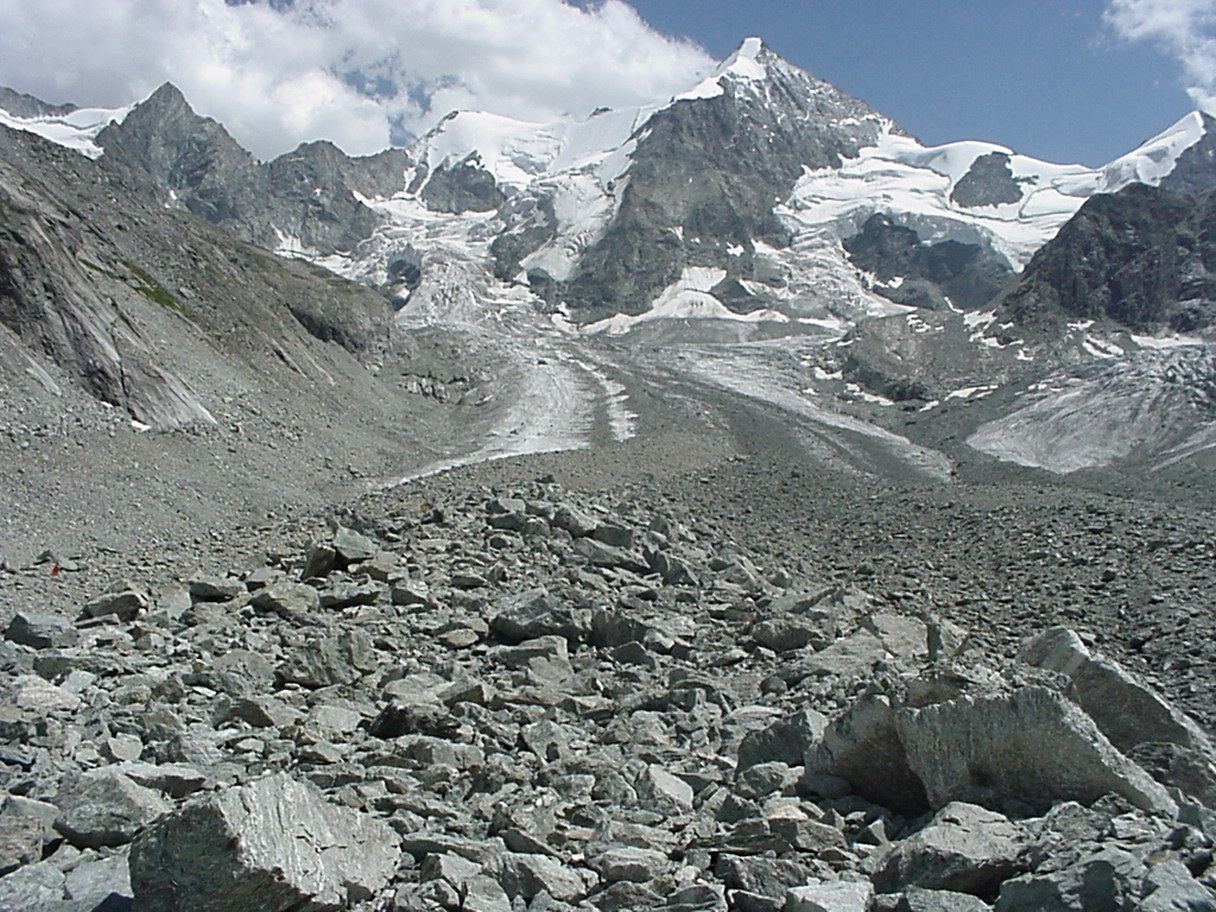
Zinalgletscher-Traverse zwischen den beiden Cabanes Mountet